# Girolamo Francesco Cristiani
Girolamo Francesco Cristiani (Brescia, 3 agosto 1731 – Verona, 30 dicembre 1811) è stato un ingegnere ed economista italiano.

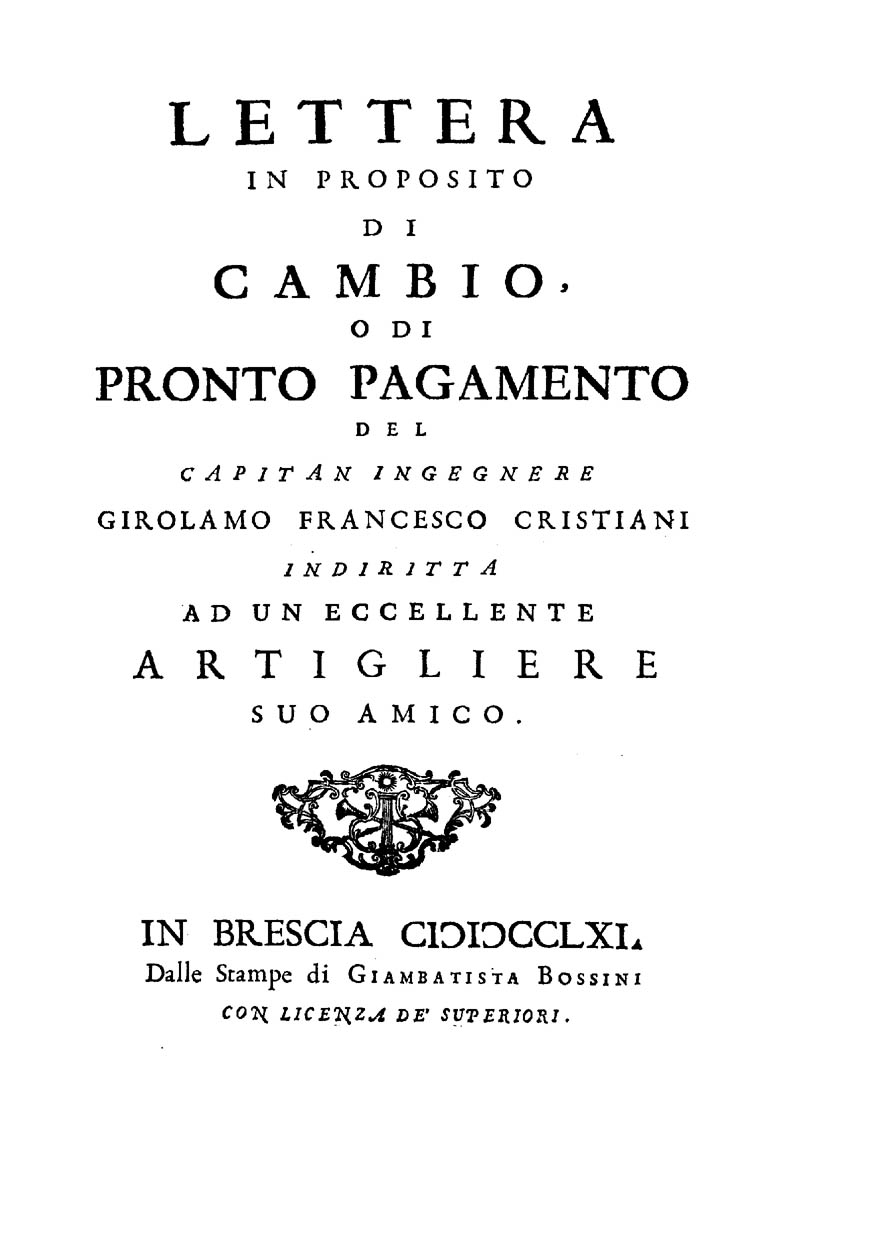
Lettera in proposito di cambio, o di pronto pagamento, 1761

Fu apprezzato da Voltaire e ispirò successivi studi sul fiume Brenta.

## Opere
- Delle misure d'ogni genere antiche, e moderne, Brescia, Giambattista Bossini, 1760.
- Lettera in proposito di cambio, o di pronto pagamento, Brescia, Giambattista Bossini, 1761.
- Dissertazione epistolare intorno l'utilita de' modelli nello studio di varie facoltà matematiche, e principalmente dell'architettura militare, Brescia, Giambattista Bossini, 1763.
- Della media armonica proporzionale da applicarsi nell'architettura civile, Brescia, Giambattista Bossini, 1767.
- Allegazione e tre lettere sopra il riflusso, o rigurgito dell'acque correnti, Brescia, fratelli Pasini, 1773.
- Della inalveazione, e del regolamento del fiume Brenta, Milano, Luigi Veladini, 1795.